# Γ-エンドルフィン
γ-エンドルフィン(γ-Endorphin)は、α-エンドルフィンよりも1つだけ多い17個のアミノ酸の存在で特徴づけられるオピオイドペプチドである。他のエンドルフィンと同様に、1970年代の発見当初から研究が続いているが、体内での正確な役割については未だ証明されていない。しかしいくつかの研究では、このポリペプチドは、統合失調症の特定の分類の患者に対し、抗精神病薬活性を持つことが示されている。一方、γ-エンドルフィンは血圧の調整を助けていると主張する研究者もいる。さらなる研究が必用であるが、γ-エンドルフィンが実際にそのような性質を持つとすれば、将来的に医薬品として利用できる可能性がある。